# Виллемс, Йо
Йо Виллемс (нидерл. Jo Willems; род. 1970, Вестерло, Бельгия) — бельгийский кинооператор.

## Биография
Родился в коммуне Вестерло, Бельгия. Его семья переехала в Центральноафриканскую Республику, когда ему было 14 лет. В то время как он посещал там французскую школу, у него стал появляться интерес к фотографированию. Для своих снимков использовал отцовскую камеру Leica M6. Там же он стал проявлять интерес к кинематографу, посещая местный видеомагазин, находившийся в ведении французского киномана. В 1989 году переезжает в Брюссель, чтобы учиться в Saint Lucas Art School. Следующим местом обучения стала Лондонская кинематографическая школа. С 2000 года женат на актрисе Карен О’Брайен. Является членом Бельгийского общества кинооператоров, Американского общества кинооператоров с 2015 года, а также членом Академии кинематографических искусств и наук с 2016 года.

## Фильмография

### Оператор фильмов
- 2021 — BIOS / BIOS (реж. Мигель Сапочник)
- 2020 — Его дом / His House (реж. Реми Уикс)
- 2018 — Красный воробей / Red Sparrow (реж. Френсис Лоуренс)
- 2015 — Голодные игры: Сойка-пересмешница. Часть 2 / The Hunger Games: Mockingjay — Part 2 (реж. Френсис Лоуренс)
- 2014 — Голодные игры: Сойка-пересмешница. Часть 1 / The Hunger Games: Mockingjay — Part 1 (реж. Френсис Лоуренс)
- 2013 — Голодные игры: И вспыхнет пламя / The Hunger Games: The Catching Fire (реж. Френсис Лоуренс)
- 2011 — Области тьмы / Limitless (реж. Нил Бёргер)
- 2009 — Шопоголик / Confessions of a Shopaholic (реж. Пол Джон Хоган)
- 2007 — 30 дней ночи / 30 Days of Night (реж. Дэвид Слэйд)
- 2007 — Гранит науки / Rocket Science (реж. Джеффри Блитц)
- 2005 — Лондон / London (реж. Хантер Ричардс)
- 2005 — Леденец / Hard Candy (реж. Дэвид Слэйд)

### Оператор сериалов
- 2019 — Видеть / See (3 серии первого сезона) (реж. Френсис Лоуренс)
- 2017 — Американские боги / American Gods (3 серии первого сезона) (реж. Дэвид Слэйд)
- 2012 — Пробуждение / Awake (Пилотная серия) (реж. Дэвид Слэйд)
- 2012 — Контакт / Touch (Пилотная серия) (реж. Френсис Лоуренс)